# Josef Šroubek
Josef Šroubek (2. prosince 1891 Praha – 29. srpna 1964 Praha) byl český fotbalista a lední hokejista. V ledním hokeji se zúčastnil deseti mistrovství Evropy a tří olympiád, které byly zároveň též mistrovstvími světa. Vstřelil první gól reprezentačního týmu nově vzniklého Československa v mezinárodním zápase. Mezi jeho záliby patřily automobilové závody, výtvarná činnost a fotografování. Vyšel ze secesního piktorialismu, ale spolu s Adolfem Schneebergerem, Jaromírem Funkem a Josefem Sudkem byl kvůli kritice nízké náročnosti a starých manýr vyloučen z Českého klubu fotografů amatérů v Praze (1922). Spolu s jmenovanými založil Českou fotografickou společnost (1924), otevřenou profesionálům. V roce 2008 byl in memoriam uveden do Síně slávy českého hokeje.

## Sportovní kariéra

### Fotbalista
Josef Šroubek hrál od mládí především fotbal. Začínal s ním ve Spartě Praha v roce 1905. Často však přestupoval (SK Slavia Praha, Viktoria Žižkov, SK Židenice). Jednou hrál také za fotbalovou reprezentaci. Znovu ve fotbalové Spartě hrál jako spojka s Pilátem v letech 1913 až 1933.

### Hokejista

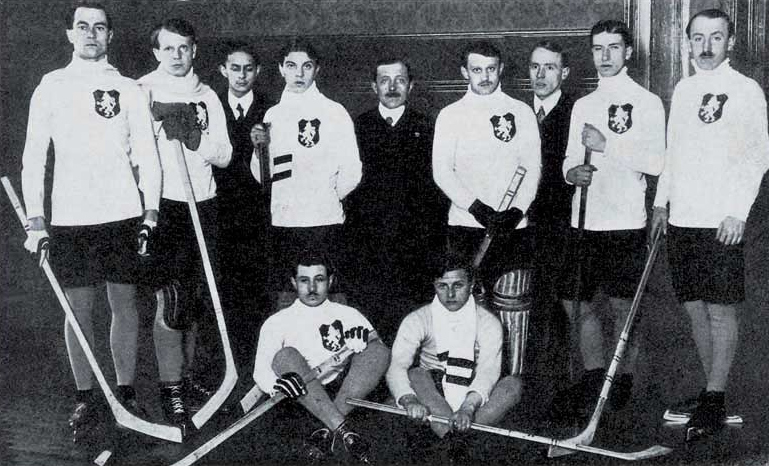
Česká reprezentace na ME 1911, Josef Šroubek stojící čtvrtý zleva

Mnohem více se však na mezinárodním poli prosadil v hokejovém dresu. Lední hokej hrál od roku 1910 za ČSS Praha a velmi brzy se stal důležitým hráčem hokejové reprezentace. Byl členem mužstva, které získalo první titul mistra Evropy. Po první světové válce k němu přidal další tři. Největší slávu si však získal, když vstřelil jediný gól československé reprezentace na Letních olympijských hrách v roce 1920, který znamenal zisk bronzových medailí. Reprezentoval celkem ve 40 zápasech, v nichž vstřelil 18 gólů. Zúčastnil se také ZOH 1924 a 1928.
Výtečný technik i v hokeji měnil klubový dres, když hrál rok za Spartu Praha, a následně v roce 1924 zamířil do Slavie Praha. Byl velmi populární.